# Ионеску, Йон
Йон Ионеску (рум. Ion Ionescu; род. 5 апреля 1938, Бухарест) — румынский футболист, нападающий. Футбольный тренер.

## Клубная карьера
Воспитанник ФК «Рапид». После двух сезонов игры в третьем и втором дивизионе за ФК «Стинта» нападающий перешёл в «Рапид». В сезоне 1960/61 нападающий сыграл 18 матчей и забил 6 мячей, «Рапид» занял третье место. В сезоне 1961/62 Йон забил 7 голов в 19 матчах, «Рапид» стал 5-м. В сезоне 1962/63 нападающий стал лучшим бомбардиром чемпионата Румынии, забив 20 голов в 35 матчах; «Рапид» занял лишь 8 место в чемпионате. В сезоне 1963/64 нападающий забил 15 голов и помог клубу занять 2 место в чемпионате. В сезоне 1964/65 «Рапид» во второй раз подряд стал 2-м в чемпионате , Йон Ионеску забил 16 голов в 26 матчах. В сезоне 1965/66 «Рапид» в третий раз подряд занял 2 место в чемпионате, нападающий забил 24 гола в 24 матчах и во второй раз стал лучшим бомбардиром чемпионата. В сезоне 1966/67 Йон Георге Ионеску 15 голов в 22 матчах и помог «Рапиду» впервые выиграть чемпионат страны. В сезоне 1967/68 нападающий забил 8 голов в 23 матчах, «Рапид» занял лишь 9 место в чемпионате. В главном кубковом турнире Европы нападающий сыграл 4 матча и забил гол в ответном матче против «Тракии» из Пловдива. «Рапид» в 1/8 финала проиграл «Ювентусу» (0-1,0-0). В 1968 году нападающий перешёл в «Алеманию» из Ахена, став первым легионером из Восточной Европы в чемпионате ФРГ. Первый матч в Бундеслиге нападающий сыграл 17 августа 1968 года против «Нюрнберга». Его команда победила со счётом 4-1, Йон Ионеску начал матч в стартовом составе и провёл на поле 71 минуту.24 августа 1968 года Йон Ионеску забил 2 гола в ворота «Айнтрахта» и помог Алемании выиграть матч со счётом 4-2.В чемпионате ФРГ 1968/69 нападающий сыграл 24 матча и забил 7 голов, «Алемания» заняла 2 место в чемпионате. Румынский сыграл два матча в кубке Германии 1968/69. В сезоне 1969/70 «Алемания» заняла последнее место в чемпионате и вылетела в региональную лигу. Нападающий сыграл 22 матча и забил 3 мяча, в том числе в ворота «Боруссии» из Мёнхенгладбаха 31 октября 1969 года («Алемания» проиграла со счётом 1-5) и «Боруссии» из Дортмунда 28 ноября 1969 года (победа «Алемании» со счётом 3-1. В 1970 году нападающий провёл один матча в чемпионате Румынии за «Кризул». В 1970 году нападающий перешёл в «Серкль Брюгге» и помог команде выиграть второй дивизион, забив 8 голов в 27 матчах. В чемпионате Бельгии 1971/72 нападающий сыграл три матча. В 1972 году нападающий завершил карьеру игрока.

## Сборная Румынии
23 декабря 1962 года нападающий сыграл первый матч за сборную Румынии против Марокко. Матч закончился победой африканской команды со счётом 3-1.В 1964 году Йон Ионеску сыграл один матч в отборочном турнире ОИ 1964. На олимпийских играх футболист сыграл 4 матча и забил 1 гол в матче против Мексики. Румыния заняла 5 место на турнире. Нападающий принял участие в отборочном турнире чемпионата мира 1966 года (3 матча), отборочном турнире Евро-1968 (3 матча , 2 гола), в отборочном турнире чемпионата мира 1970 года.

## Тренерская карьера
Йон Ионеску тренировал футбольный клубы Дивизии А «Глория» из Бэзэу и футбольный клуб Дивизии В «Рапид» из Бухареста.

## Достижения
- Чемпион Румынии: 1966/67
- Вице-чемпион Бундеслиги 1968/69
- Чемпион второго дивизиона Бельгии: 1970/71